# Retrato de Luis José de Orbegoso (José Gil de Castro)
Retrato de Luis José de Orbegoso es un óleo sobre lienzo obra de José Gil de Castro en Lima en 1835. Es parte de la colección pictórica del Museo Nacional de Arqueología, Antropología e Historia del Perú (Pueblo Libre, Lima). La pintura retrata al militar Luis José de Orbegoso a finales de su mandato.